# Serie Mundial de 2001
La Serie Mundial de 2001 (la Serie de Noviembre) enfrentó a los Arizona Diamondbacks y New York Yankees. Con los Diamondbacks ganando la serie cuatro juegos a tres. Considerada una de las mejores Series Mundiales de todos los tiempos, en esta serie dos juegos fueron decididos en extra-innings y en tres partidos hubo regresos en las últimas entradas. Terminó en el juego siete con un hit de Luis González para dejar en el terreno a los Yankees (el primero desde Edgar Rentería en 1997).
Fue la primera Serie Mundial jugada en el estado de Arizona, mientras que fue la tercera Serie Mundial en terminar con un hit en la parte baja de la última entrada con la casa llena (Florida Marlins 1997, Minnesota Twins, 1991). Hasta 2008, ésta fue el último Clásico de Otoño en que la Liga Nacional tenía la ventaja de localía, ahora decidida por el resultado del Juego de Estrellas.
Randy Johnson y Curt Schilling compartieron el premio al jugador más valioso. Los dos se combinaron para un récord de 4-0 con una efectividad de 1,40, ponchando a 45 Yankees en 39 1/3 innings.
Pocas series se han jugado en el mes de noviembre, esta serie se prolongó debido a que la temporada regular se suspendió por los ataques a las Torres Gemelas en el mes de septiembre de este mismo año.

## Resumen
NL Arizona Diamondbacks (4) vs AL New York Yankees (3)
| Juego | Marcador                                                    | Fecha          | Lugar             | Público |
| ----- | ----------------------------------------------------------- | -------------- | ----------------- | ------- |
| 1     | New York Yankees - 1, Arizona Diamondbacks - 9              | 27 de octubre  | Bank One Ballpark | 49.646  |
| 2     | New York Yankees - 0, Arizona Diamondbacks - 4              | 28 de octubre  | Bank One Ballpark | 49.646  |
| 3     | Arizona Diamondbacks - 1, New York Yankees - 2              | 30 de octubre  | Yankee Stadium    | 55.820  |
| 4     | Arizona Diamondbacks - 3, New York Yankees - 4 (10 innings) | 31 de octubre  | Yankee Stadium    | 55.863  |
| 5     | Arizona Diamondbacks - 2, New York Yankees - 3 (12 innings) | 1 de noviembre | Yankee Stadium    | 56.018  |
| 6     | New York Yankees - 2, Arizona Diamondbacks - 15             | 3 de noviembre | Bank One Ballpark | 49.707  |
| 7     | New York Yankees - 2, Arizona Diamondbacks - 3              | 4 de noviembre | Bank One Ballpark | 49.589  |

|                                                              |
| Campeón de las Grandes Ligas Arizona Diamondbacks 1.º título |